# Prediker (woordverkondiger)
Sommige christelijke stromingen gebruiken prediker om iemand aan te duiden die medegelovigen toespreekt zoals een dominee of predikant dat ook doet (preken). Historisch werd de term ook gebruikt voor predikend rondtrekkende monniken en volksmissionarissen.
De stromingen die de term gebruiken, kennen in de regel geen verschil tussen leken en priesters of voorgangers. Zij wijken hiermee af van geloofsgroepen waarin predikanten eerst theologie moeten studeren aan een seminarie voordat zij bevestigd kunnen worden en daarna zelfstandig mogen preken. Zij geloven dat de ambten die in het Nieuwe Testament worden genoemd niet van toepassing zijn op het toespreken van de medegelovigen. In sommige gevallen kennen zij in het geheel geen ambten, omdat zij menen dat het Nieuwe Testament dit verbiedt.